# Pretzien
Pretzien is een plaats en voormalige gemeente in de Duitse deelstaat Saksen-Anhalt, en maakt deel uit van de Landkreis Salzlandkreis.
Pretzien telt 938 inwoners.